# Parco nazionale di Arabuko Sokoke
Il parco nazionale Arabuko-Sokoke (dal kiswahili "foresta stretta/fitta") è un parco nazionale della costa del Kenya che dista 110 km circa dalla città di Mombasa, 10 km dalla città di Malindi e 5 dal villaggio di Watamu.

## Descrizione
Il parco nazionale si sviluppa su un'area di 6 km² ed è solo una piccola porzione della foresta Arabuko-Sokoke (420 km²), la più grande foresta pluviale costiera dell'Africa orientale.
Questa parte di foresta, già inserita nel 1943 nel protettorato delle foreste della corona inglese, è stato dichiarato parco nazionale nel 1980.

## Flora e fauna
Il parco nazionale Arabuko-Sokoke è composto di varie zone con una vegetazione più o meno densa a seconda delle zone ed è l'habitat naturale di molte specie di animali endemici di piccole e grandi dimensioni quali, ad esempio, l'elefante nano dell'Arabuko-Sokoke, il gatto dell'Arabuko-Sokoke e il toporagno elefante dell'Arabuko-Sokoke. Oltre alle citate specie si possono trovare molte colonie di scimmie, in particolare di babbuini, e di bufali.
Per l'abbeveraggio degli animali nelle stagioni più aride, il Kenya Wildlife Service, con l'aiuto di finanziamenti da parte di privati, ha creato una pozza artificiale dove, nelle ore serali, si possono notare diversi gruppi di elefanti.
Il parco nazionale Arabuko Sokoke è meta ogni anno di molti birdwatcher in quanto lo stesso è punto di transito per molte specie di uccelli migratori e offre una moltitudine di specie di uccelli endemici come, ad esempio, il tessitore di Clark, la Nettarina di Amani e la pispola di Sokoke.